# 롭 엘리엇
로버트 "롭" 엘리엇(Robert "Rob" Elliot, 1986년 4월 30일 ~ )은 잉글랜드 태생 아일랜드의 축구 선수 겸 축구 지도자로 현재 잉글랜드 내셔널리그의 게이츠헤드 FC에서 골키퍼 겸 감독 대행으로 활동하고 있다.

## 수상 경력
뉴캐슬 유나이티드
- EFL 챔피언십: 2016-17